# Kallaanselkä
Kallaanselkä är en kulle i Finland.   Den ligger i den ekonomiska regionen  Fjäll-Lappland  och landskapet Lappland, i den norra delen av landet, 800 km norr om huvudstaden Helsingfors. Toppen på Kallaanselkä är 259 meter över havet.
Terrängen runt Kallaanselkä är huvudsakligen platt.  Trakten runt Kallaanselkä är nära nog obefolkad, med mindre än två invånare per kvadratkilometer. Det finns inga samhällen i närheten. 